# Weltmeisterschaften im Trampolinturnen 1978
Die 10. Weltmeisterschaften im Trampolinturnen fanden 1978 in Newcastle, Australien statt.

## Ergebnisse

### Männer Einzel
| Rang | Land                   | Turner             |
| ---- | ---------------------- | ------------------ |
|      | Sowjetunion            | Jewgeni Janes      |
|      | Vereinigtes Königreich | Stewart Matthews   |
|      | Sowjetunion            | Wladimir Schadojew |

### Synchron Männer
| Rang | Land                   | Turner                           |
| ---- | ---------------------- | -------------------------------- |
|      | Sowjetunion            | Wladimir Schadojew Jewgeni Janes |
|      | Schweiz                | Jörg Roth Gerhard Gass           |
|      | Vereinigtes Königreich | Stewart Matthews Carl Furrer     |

### Doppel Mini-Trampolin Männer
| Rang | Land               | Turner        |
| ---- | ------------------ | ------------- |
|      | Vereinigte Staaten | Stuart Ransom |
|      | Australien         | Brett Austine |
|      | Vereinigte Staaten | Don Zasadny   |

### Tumbling Männer
| Rang | Land               | Turner       |
| ---- | ------------------ | ------------ |
|      | Vereinigte Staaten | Jim Bertz    |
|      | Vereinigte Staaten | Mack Gillian |
|      | Australien         | Alan Wing    |

### Damen Einzel
| Rank | Land        | Turnerin            |
| ---- | ----------- | ------------------- |
|      | Sowjetunion | Tatiana Anisimowa   |
|      | Sowjetunion | Victoria Beljajaewa |
|      | Sowjetunion | Tatiana Palluck     |

### Synchron Damen
| Rang | Land        | Turner                               |
| ---- | ----------- | ------------------------------------ |
|      | Deutschland | Ute Scheile Ute Luxon                |
|      | Sowjetunion | Tatiana Anisimowa Victoria Beljajewa |
|      | Schweiz     | Ruth Keller Edith Zaugg              |

### Doppel Mini-Trampolin Damen
| Rang | Land               | Turner            |
| ---- | ------------------ | ----------------- |
|      | Vereinigte Staaten | Leigh Hennessy    |
|      | Kanada             | Norma Lehto       |
|      | Vereinigte Staaten | Bethany Fairchild |

### Tumbling Damen
| Rang | Land               | Turner           |
| ---- | ------------------ | ---------------- |
|      | Vereinigte Staaten | Nancy Quattrochi |
|      | Vereinigte Staaten | Lori Davison     |
|      | Australien         | Alison McHugh    |

### Medaillenspiegel
| Rang | Nation                 | Gold | Silber | Bronze | Gesamt |
| ---- | ---------------------- | ---- | ------ | ------ | ------ |
| 1    | Vereinigte Staaten     | 4    | 2      | 2      | 8      |
| 2    | Sowjetunion            | 3    | 2      | 2      | 7      |
| 3    | Deutschland            | 1    | -      | -      | 1      |
| 4    | Australien             | -    | 1      | 2      | 3      |
| 5    | Vereinigtes Königreich | -    | 1      | 1      | 2      |
| 5    | Schweiz                | -    | 1      | 1      | 2      |
| 7    | Kanada                 | -    | 1      | -      | 1      |